# Veikkausliiga 2010
La Veikkausliiga 2010 fu la centunesima edizione della massima serie del campionato finlandese di calcio, la ventunesima come Veikkausliiga. Il campionato, iniziato il 16 aprile e terminato il 23 ottobre, con il formato a girone unico e composto da quattordici squadre, venne vinto dall'HJK per il secondo anno consecutivo. Capocannoniere del torneo fu Juho Mäkelä, calciatore dell'HJK, con 16 reti realizzate.
Grazie alla vittoria del suo ventitreesimo campionato, l'HJK si qualificò per il secondo turno preliminare della UEFA Champions League 2011-2012. Il KuPS, giunto al secondo posto finale, e l'Honka, quarta classificata, si qualificarono rispettivamente al secondo e al primo turno preliminare della UEFA Europa League 2011-2012. Il TPS, giunto terzo, si qualificò al secondo turno preliminare dell'Europa League in virtù della vittoria nella Suomen Cup 2010. Il Lahti, giunto ultimo, retrocesse in Ykkönen.

## Stagione

### Novità
Dalla Veikkausliiga 2009 venne retrocesso il RoPS, mentre dalla Ykkönen 2009 venne promosso l'Oulu.

### Formula
Le quattordici squadre si affrontavano due volte nel corso del campionato, per un totale di 26 giornate. La prima classificata era decretata campione di Finlandia e veniva ammessa alla UEFA Champions League 2011-2012. La seconda classificata veniva ammessa al secondo turno di qualificazione della UEFA Europa League 2011-2012, mentre la terza classificata al primo turno di qualificazione. Se la vincitrice della Suomen Cup, ammessa al terzo turno di qualificazione della UEFA Europa League 2011-2012, si classificava al secondo o al terzo posto, la terza classificata veniva ammessa al secondo turno e la quarta classificata al primo turno di qualificazione della UEFA Europa League. L'ultima classificata veniva retrocessa direttamente in Ykkönen, mentre la tredicesima classificata affrontava la seconda classificata in Ykkönen in uno spareggio promozione/retrocessione.

## Squadre partecipanti
| Club          | Stagione | Città       | Stadio                        | Stagione 2009              |
| ------------- | -------- | ----------- | ----------------------------- | -------------------------- |
| Haka          | dettagli | Valkeakoski | Tehtaan kenttä                | 6º posto in Veikkausliiga  |
| HJK           |          | Helsinki    | Finnair Stadium               | Campione di Finlandia      |
| Honka         | dettagli | Espoo       | Tapiolan Urheilupuisto        | 2º posto in Veikkausliiga  |
| IFK Mariehamn |          | Mariehamn   | Wiklöf Holding Arena          | 4º posto in Veikkausliiga  |
| Inter Turku   |          | Turku       | Veritas Stadion               | 5º posto in Veikkausliiga  |
| Jaro          |          | Jakobstad   | Jakobstads centralplan        | 10º posto in Veikkausliiga |
| JJK           | dettagli | Jyväskylä   | Harjun Stadion                | 13º posto in Veikkausliiga |
| KuPS          | dettagli | Kuopio      | Magnum Areena                 | 12º posto in Veikkausliiga |
| Lahti         | dettagli | Lahti       | Lahden Stadion                | 11º posto in Veikkausliiga |
| MyPa          |          | Kouvola     | Saviniemi                     | 9º posto in Veikkausliiga  |
| AC Oulu       | dettagli | Oulu        | Castrén                       | 1º posto in Ykkönen        |
| Tampere Utd   |          | Tampere     | Ratina Stadion                | 7º posto in Veikkausliiga  |
| TPS           |          | Turku       | Veritas Stadion               | 3º posto in Veikkausliiga  |
| VPS           | dettagli | Vaasa       | Hietalahden jalkapallostadion | 8º posto in Veikkausliiga  |

## Allenatori
| Squadra       | Allenatore                 |
| ------------- | -------------------------- |
| Haka          | Sami Ristilä               |
| HJK           | Antti Muurinen             |
| Honka         | Mika Lehkosuo              |
| IFK Mariehamn | Pekka Lyyski               |
| Inter Turku   | Job Dragtsma               |
| Jaro          | Aleksej Borisovič Erëmenko |
| JJK           | Kari Martonen              |

| Squadra        | Allenatore        |
| -------------- | ----------------- |
| KuPS           | Esa Pekonen       |
| Lahti          | Ilkka Mäkelä      |
| MyPa           | Janne Lindberg    |
| Oulu           | Juha Malinen      |
| Tampere United | Ari Hjelm         |
| TPS            | Marko Rajamäki    |
| VPS            | Tommi Pikkarainen |

## Classifica finale
|  | Pos. | Squadra       | Pt | G  | V  | N  | P  | GF | GS | DR  |
|  | ---- | ------------- | -- | -- | -- | -- | -- | -- | -- | --- |
|  | 1.   | HJK           | 52 | 26 | 15 | 7  | 4  | 43 | 19 | +24 |
|  | 2.   | KuPS          | 48 | 26 | 15 | 3  | 8  | 45 | 36 | +9  |
|  | 3.   | TPS           | 45 | 26 | 13 | 6  | 7  | 46 | 30 | +16 |
|  | 4.   | Honka         | 41 | 26 | 12 | 5  | 9  | 42 | 34 | +8  |
|  | 5.   | Jaro          | 38 | 26 | 11 | 5  | 10 | 42 | 34 | +8  |
|  | 6.   | Inter Turku   | 37 | 26 | 10 | 7  | 9  | 34 | 32 | +2  |
|  | 7.   | Tampere Utd   | 34 | 26 | 10 | 4  | 12 | 37 | 46 | -9  |
|  | 8.   | Haka          | 33 | 26 | 9  | 6  | 11 | 30 | 38 | -8  |
|  | 9.   | MyPa          | 32 | 26 | 7  | 11 | 8  | 36 | 39 | -3  |
|  | 10.  | VPS           | 31 | 26 | 8  | 7  | 11 | 29 | 40 | -11 |
|  | 11.  | AC Oulu       | 30 | 26 | 8  | 6  | 12 | 31 | 44 | -13 |
|  | 12.  | IFK Mariehamn | 28 | 26 | 7  | 7  | 12 | 38 | 43 | -5  |
|  | 13.  | JJK           | 27 | 26 | 8  | 3  | 15 | 34 | 41 | -7  |
|  | 14.  | Lahti         | 26 | 26 | 5  | 11 | 10 | 26 | 37 | -11 |

Legenda:
      Campione di Finlandia e ammessa alla UEFA Champions League 2011-2012
      Ammesse in UEFA Europa League 2011-2012
 Ammessa allo spareggio promozione-retrocessione
      Retrocesse in Ykkönen
Note:
Tre punti a vittoria, uno a pareggio, zero a sconfitta.

## Risultati
| andata         | 1ª giornata     | ritorno        |
| 18 aprile 2010 |                 | 18 luglio 2010 |
| 0-5            | KuPS-HJK        | 2-1            |
| 1-3            | Lahti-Jaro      | 0-2            |
| 3-0            | Oulu-Tampere    | 1-3            |
| 0-1            | VPS-JJK         | 1-0            |
| 3-1            | Honka-MyPa      | 2-2            |
| 0-0            | Haka-TPS        | 1-1            |
| 1-1            | Inter-Mariehamn | 0-3            |

| andata        | 4ª giornata       | ritorno       |
| 9 maggio 2010 |                   | 8 agosto 2010 |
| 1-1           | TPS-VPS           | 3-0           |
| 2-4           | MyPa-JJK          | 1-1           |
| 2-1           | KuPS-Inter        | 3-1           |
| 2-3           | Mariehamn-Tampere | 4-3           |
| 0-0           | Jaro-Honka        | 1-3           |
| 2-0           | HJK-Oulu          | 1-1           |
| 0-1           | Lahti-Haka        | 0-0           |

| andata         | 7ª giornata   | ritorno        |
| 30 maggio 2010 |               | 29 agosto 2010 |
| 0-0            | Lahti-JJK     | 2-2            |
| 1-2            | Mariehamn-HJK | 1-3            |
| 2-1            | KuPS-TPS      | 0-3            |
| 2-2            | Jaro-Tampere  | 4-1            |
| 0-0            | Honka-VPS     | 3-1            |
| 0-2            | Inter-Oulu    | 0-1            |
| 0-1            | Haka-MyPa     | 1-2            |

| andata         | 10ª giornata  | ritorno           |
| 20 giugno 2010 |               | 22 settembre 2010 |
| 0-2            | JJK-Mariehamn | 2-3               |
| 0-2            | Oulu-TPS      | 0-5               |
| 0-1            | MyPa-Jaro     | 2-3               |
| 0-2            | Honka-Tampere | 1-2               |
| 0-0            | Inter-HJK     | 2-2               |
| 2-1            | Haka-KuPS     | 0-1               |
| 1-1            | VPS-Lahti     | 1-2               |

| andata         | 13ª giornata   | ritorno         |
| 11 luglio 2010 |                | 23 ottobre 2010 |
| 3-1            | HJK-Tampere    | 0-2             |
| 2-0            | Inter-Honka    | 1-1             |
| 1-3            | Lahti-TPS      | 2-3             |
| 2-1            | VPS-MyPa       | 2-2             |
| 0-1            | Oulu-Jaro      | 2-1             |
| 0-0            | KuPS-Mariehamn | 2-1             |
| 1-2            | Haka-JJK       | 2-1             |

| andata         | 2ª giornata   | ritorno        |
| 25 aprile 2010 |               | 25 luglio 2010 |
| 0-2            | Tampere-JJK   | 1-0            |
| 1-1            | MyPa-Oulu     | 1-1            |
| 0-1            | Jaro-Inter    | 0-2            |
| 1-1            | KuPS-Lahti    | 2-1            |
| 0-3            | Mariehamn-VPS | 4-1            |
| 1-0            | TPS-Honka     | 0-1            |
| 1-1            | HJK-Haka      | 3-0            |

| andata         | 5ª giornata    | ritorno        |
| 16 maggio 2010 |                | 16 agosto 2010 |
| 0-2            | Lahti-MyPa     | 1-1            |
| 2-2            | TPS-Inter      | 2-1            |
| 0-0            | Oulu-Mariehamn | 2-0            |
| 3-2            | Jaro-VPS       | 1-1            |
| 3-1            | Honka-HJK      | 1-0            |
| 2-1            | Tampere-Haka   | 0-1            |
| 2-0            | KuPS-JJK       | 3-1            |

| andata        | 8ª giornata   | ritorno           |
| 6 giugno 2010 |               | 12 settembre 2010 |
| 0-0           | Tampere-Lahti | 1-0               |
| 2-0           | Oulu-Honka    | 4-3               |
| 0-3           | JJK-Inter     | 2-3               |
| 2-1           | HJK-Jaro      | 1-1               |
| 1-4           | TPS-Mariehamn | 1-2               |
| 1-1           | MyPa-KuPS     | 1-2               |
| 2-1           | VPS-Haka      | 1-1               |

| andata         | 11ª giornata   | ritorno        |
| 30 giugno 2010 |                | 3 ottobre 2010 |
| 1-0            | HJK-JJK        | 1-2            |
| 1-2            | Mariehamn-MyPa | 1-2            |
| 0-3            | TPS-Jaro       | 3-1            |
| 6-2            | KuPS-Tampere   | 3-1            |
| 1-3            | Haka-Inter     | 0-1            |
| 2-4            | Lahti-Honka    | 2-1            |
| 2-0            | VPS-Oulu       | 1-1            |

| andata        | 3ª giornata     | ritorno        |
| 2 maggio 2010 |                 | 1º agosto 2010 |
| 4-3           | Haka-Jaro       | 0-5            |
| 3-0           | Honka-Mariehamn | 2-2            |
| 0-3           | VPS-HJK         | 0-3            |
| 0-2           | JJK-TPS         | 0-2            |
| 2-5           | Oulu-KuPS       | 1-3            |
| 1-3           | Inter-Lahti     | 1-1            |
| 1-1           | Tampere-MyPa    | 0-3            |

| andata         | 6ª giornata    | ritorno        |
| 23 maggio 2010 |                | 22 agosto 2010 |
| 2-0            | Haka-Oulu      | 1-1            |
| 0-1            | JJK-Honka      | 3-2            |
| 2-0            | VPS-KuPS       | 2-1            |
| 0-0            | Mariehamn-Jaro | 0-2            |
| 0-2            | Inter-Tampere  | 1-0            |
| 0-0            | HJK-Lahti      | 1-0            |
| 2-2            | MyPa-TPS       | 0-3            |

| andata         | 9ª giornata    | ritorno           |
| 13 giugno 2010 |                | 19 settembre 2010 |
| 1-3            | Jaro-JJK       | 2-1               |
| 0-3            | Lahti-Oulu     | 2-1               |
| 0-2            | KuPS-Honka     | 1-2               |
| 2-3            | Mariehamn-Haka | 1-2               |
| 2-0            | HJK-MyPa       | 1-1               |
| 1-0            | Inter-VPS      | 3-0               |
| 1-1            | Tampere-TPS    | 3-4               |

| andata        | 12ª giornata    | ritorno         |
| 4 luglio 2010 |                 | 16 ottobre 2010 |
| 2-2           | Mariehamn-Lahti | 1-1             |
| 3-2           | MyPa-Inter      | 1-1             |
| 0-1           | TPS-HJK         | 0-2             |
| 0-1           | Jaro-KuPS       | 1-2             |
| 4-2           | Honka-Haka      | 0-2             |
| 3-0           | Tampere-VPS     | 1-3             |
| 6-1           | JJK-Oulu        | 2-1             |

## Spareggio promozione/retrocessione
|           | Risultati |           | Luogo e data               |
| --------- | --------- | --------- | -------------------------- |
| Viikingit | 1-1       | JJK       | Helsinki, 27 ottobre 2010  |
| JJK       | 2-0       | Viikingit | Jyväskylä, 30 ottobre 2010 |
|           |           |           |                            |

## Statistiche

### Squadre

#### Capoliste
- 1ª giornata: HJK
- 2ª giornata: JJK
- dalla 3ª alla 5ª giornata: HJK
- 6ª giornata: Honka
- dalla 7ª alla 26ª giornata: HJK

#### Record
- Maggior numero di vittorie: HJK, KuPS (15)
- Minor numero di vittorie: Lahti (5)
- Maggior numero di sconfitte: JJK (15)
- Minor numero di sconfitte: HJK (4)
- Maggior numero di pareggi: Lahti, MyPa (11)
- Minor numero di pareggi: KuPS, JJK (3)
- Migliore attacco: TPS (46 gol fatti)
- Peggiore attacco: Lahti (26 gol fatti)
- Miglior difesa: HJK (19 gol subiti)
- Peggior difesa: Tampere Utd (46 gol subiti)
- Miglior differenza reti: HJK (+24)
- Peggior differenza reti: AC Oulu (-13)
- Partita con più reti: KuPS-Tampere Utd 6-2 (8)
- Partita con maggiore scarto di gol: KuPS-HJK 0-5; JJK-AC Oulu 6-1; Jaro-Haka 5-0; TPS-AC Oulu 5-0 (5)
- Giornata con più reti: 3ª (28 reti)
- Giornata con meno reti: 6ª (11 reti)
- Maggior numero di risultati utili consecutivi: HJK (8)
- Maggior numero di sconfitte consecutive: AC Oulu (6)

### Individuali

#### Classifica marcatori
| Gol | Rigori |  | Giocatore         | Squadra       |
| --- | ------ |  | ----------------- | ------------- |
| 16  | 2      |  | Juho Mäkelä       | HJK           |
| 12  |        |  | Roope Riski       | TPS           |
| 11  |        |  | Henri Lehtonen    | Inter Turku   |
| 10  | 1      |  | Tamás Gruborovics | IFK Mariehamn |
| 10  | 4      |  | Jonatan Johansson | TPS           |
| 9   | 3      |  | Tommi Kari        | JJK           |
| 9   |        |  | Jami Puustinen    | Honka         |
| 9   |        |  | Maksim Votinov    | MyPa          |
| 8   |        |  | Dudu              | KuPS          |
| 8   |        |  | Frank Jonke       | Oulu          |
| 8   |        |  | Papa Niang        | Jaro          |
| 8   | 1      |  | Mikko Paatelainen | IFK Mariehamn |